# Who Wants to Be Alone
Who Wants to Be Alone – czwarty singel promujący czwarty studyjny album holenderskiego DJ-a Tiësto zatytułowany Kaleidoscope (2009). Utwór, zawierający wokale kanadyjskiej piosenkarki Nelly Furtado, został wydany na początku 2010 roku w Holandii, Niemczech i Finlandii.

## Pozycje na listach przebojów
| Notowanie (2010)                  | Najwyższa pozycja |
| --------------------------------- | ----------------- |
| Czech Republic IFPI Singles Chart | 12                |
| Dutch Singles Chart               | 17                |
| Polish Top 5 Airplay              | 1                 |
| UK Dance Chart                    | 10                |
| UK Singles Chart                  | 91                |